# Jean Van Hamme
Jean Van Hamme (ur. 16 stycznia 1939 w Brukseli) – belgijski pisarz oraz scenarzysta komiksowy i filmowy.
Ukończył ekonomię, administrację, dziennikarstwo i nauki handlowe na Solvay Brussels School of Economics and Management. Zrobił błyskotliwą karierę w międzynarodowych koncernach. Porzucił pracę ekonomisty i w 1976 roku poświęcił się w całości pisarstwu i scenopisarstwu. Jako scenarzysta zadebiutował w 1968 roku scenariuszem do komiksu Epoxy, narysowanego przez Paula Cuveliera. Jest autorem powieści (m.in. Largo Winch, Le Telescope), scenariuszy do seriali telewizyjnych (m.in. Largo Winch według własnej powieści i komiksu, Piwny smak miłości według własnej powieści i komiksu Władców chmielu) i adaptacji kinowych (m.in. Diva, Meurtres á domicile, Largo Winch).
Van Hamme współpracował z wieloma rysownikami, takimi jak William Vance (XIII), Dany (Historia bez bohatera) czy Philippe Francq (Largo Winch). Polskiemu czytelnikowi znany jest także dzięki udanej współpracy z Grzegorzem Rosińskim, której efektem jest bardzo popularna w Polsce seria Thorgal oraz komiksy Szninkiel i Western. Przez całe lata kilka jego serii sprzedawały się w setkach tysięcy egzemplarzy (serie Thorgal, XIII, Largo Winch).
Van Hamme za swe dzieła otrzymał ponad 40 nagród, m.in. w Belgii, Francji, Szwajcarii, Kanadzie, Niemczech, Holandii i Hiszpanii. W latach 1986–1987 pełnił funkcję dyrektora wydawnictwa Dupuis. Pisał także sztuki teatralne. W latach 1992–2001 był przewodniczącym Belgijskiego Centrum Komiksowego w Brukseli. 31 maja 2005 roku został wyróżniony przez Ministra Kultury Francji odznaczeniem Zasłużonego dla Sztuki i Literatury.

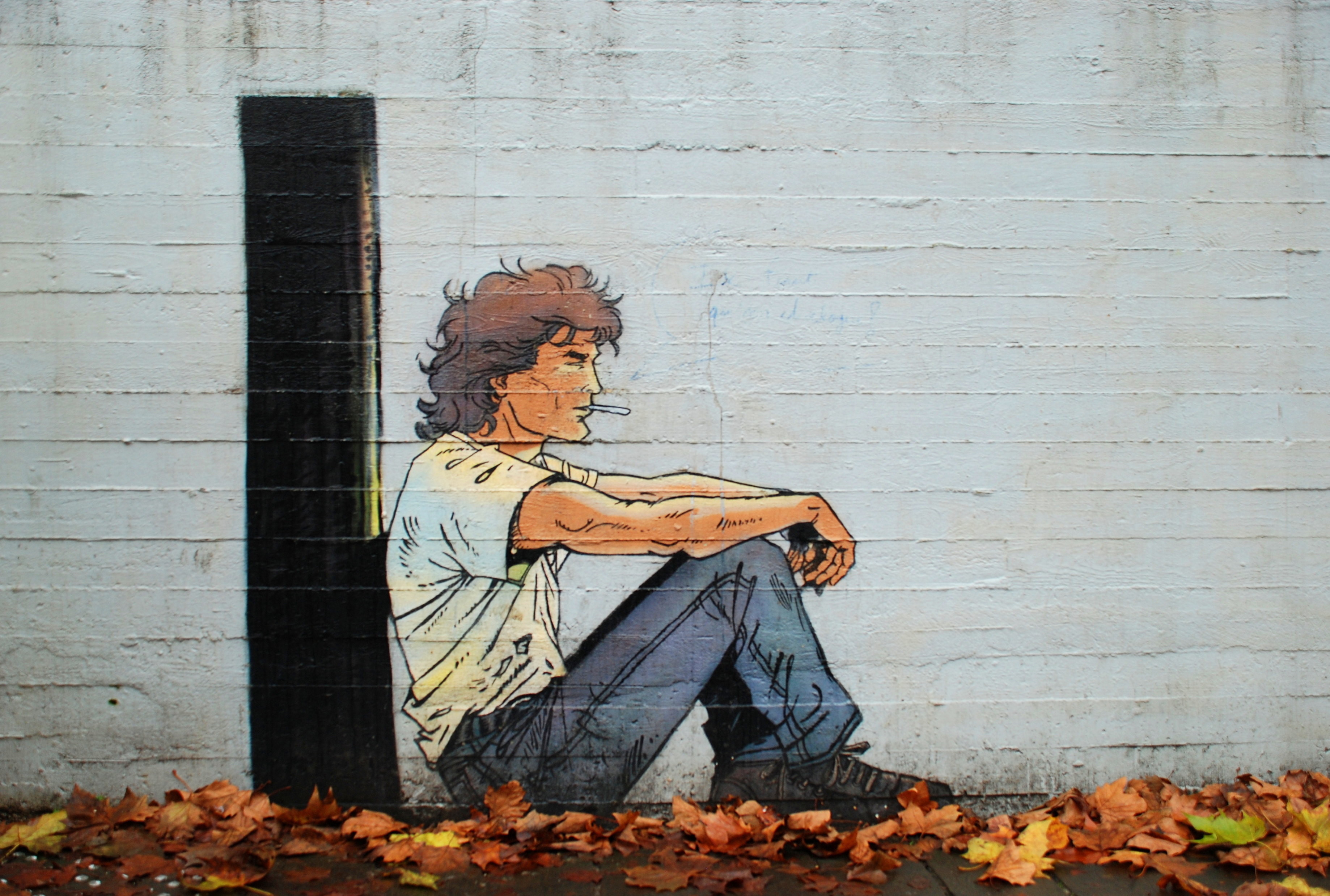
Mural Largo Wincha na Place des Sciences w Louvain-la-Neuve (Belgia).